# 動畫長片列表
動畫長片列表列出世界上所有動畫電影，列表中也包括電視電影及錄影帶首映的電影作品。
本列表中的動畫電影片長至少要達到40分鐘、至少75%是動畫，或是動畫長度40分鐘。動畫長片列表採用美國電影學會、美國電影藝術與科學學會及英國電影學會所定義的「長片」，雖然這個定義在歷史上曾經多次改變。

## 1940年代前
1917年
- El Apóstol

1937年
- 白雪公主

## 1940年代
1940年
- 木偶奇遇記
- 幻想曲

1941年
- 鐵扇公主

1942年
- 小鹿斑比

1947年
- 米奇與魔豆

## 1950年代
1950年
- 仙履奇緣

1951年
- 愛麗絲夢遊仙境

1953年
- 小飛俠

1959年
- 睡美人
- 一幅僮锦

## 1960年代
1961年
- 101忠狗

1963年
- 石中劍

1967年
- 森林王子

## 1970年代
1973年
- 奇幻星球
- 羅賓漢 (動畫電影)

1974年
- 封神榜

1977年
- 宇宙戰艦大和號
- 小熊維尼歷險記
- 救難小英雄 (迪士尼)

1979年
- 魯邦三世卡里奧斯特羅之城
- 銀河鐵道999

## 1980年代
1980年
- 永遠的大和號

1981年
- 時間之主

1984年
- 風之谷
- 超時空要塞 愛、還記得嗎？
- 福星小子2：綺麗夢中人

1985年
- 天使之卵
- 福星小子：情侶樂天派

1986年
- 天空之城
- 福星小子：鬼姬傳說

1987年
- 王立宇宙軍

1988年
- 阿基拉
- 龍貓
- 螢火蟲之墓

1989年
- 魔女宅急便
- 酷狗寶貝之月球野餐記

## 1990年代
1990年
- 救難小英雄澳洲歷險記

1991年
- 美女與野獸
- 兒時的點點滴滴

1992年
- 紅豬
- 小美人魚

1993年
- 海潮之聲
- 阿拉丁
- 酷狗寶貝之引鵝入室

1994年
- 平成狸合戰
- 獅子王
- 蠟筆小新：不理不理王國的秘寶
- Macross Plus

1995年
- 心之谷
- 攻殼機動隊
- 風中奇緣
- 玩具總動員
- 蠟筆小新：雲黑齋的野心
- 酷狗寶貝之剃刀邊緣

1996年
- 鐘樓怪人
- 魯邦三世 DEAD OR ALIVE
- 蠟筆小新：搞怪遊樂園大冒險

1997年
- 魔法公主
- 名偵探柯南 引爆摩天樓
- 新世紀福音戰士劇場版：死與新生
- 新世紀福音戰士劇場版：Air/真心為你
- 新世紀福音戰士劇場版：DEATH(TRUE)2/Air/真心為你
- 藍色恐懼
- 真假公主－安娜塔西亞
- 蠟筆小新：黑暗珠珠大追擊

1998年
- 隔壁的山田君
- 名偵探柯南 第14號獵物
- 蟲蟲危機
- 人狼 JIN-ROH
- 埃及王子
- 嘰哩咕與魔女
- 蠟筆小新：電擊！豬蹄大作戰
- 魔法阿媽

1999年
- 名偵探柯南 世紀末的魔術師
- 玩具總動員2
- 庫洛魔法使劇場版：小櫻的香港之旅
- 幻想曲2000
- 烏龍派出所：史上最惡爆彈大作戰！
- 玩具總動員2
- 寶蓮燈

## 2000年代
2000年
- 名偵探柯南 瞳孔中的暗殺者
- 王子與公主
- 血戰：最後的吸血鬼
- 神奇寶貝劇場版：結晶塔的帝王
- 庫洛魔法使劇場版：被封印的卡片

2001年
- 怪獸電力公司
- 神隱少女
- 千年女優
- 大都會
- 名偵探柯南 往天國的倒數計時
- 星際牛仔：天國之門
- 犬夜叉：跨越時代的思念
- 失落的帝國

2002年
- 貓的報恩
- 名偵探柯南 貝克街的亡靈
- 神奇寶貝動畫電影版：水都的守護神 拉帝亞斯與拉帝歐斯
- 冰原歷險記
- 犬夜叉：鏡中的夢幻城

2003年
- 海底總動員
- 名偵探柯南 迷宮的十字路
- 佳麗村三姊妹
- 東京教父
- 犬夜叉：天下霸道之劍

2004年
- 霍爾的移動城堡
- 雲之彼端，約定的地方
- 蘋果核戰
- 攻殼機動隊2 INNOCENCE
- 超人特攻隊
- 犬夜叉：紅蓮的蓬萊島
- 哆基朴的天空

2005年
- 神奇寶貝動畫電影版：夢幻與波導的勇者 路卡利歐
- 名偵探柯南 水平線上的陰謀
- 汽車總動員

2006年
- 盜夢偵探
- 跳躍吧！時空少女
- 銀髮阿基德
- 地海戰記
- 勇者物語
- 神奇寶貝動畫電影版：神奇寶貝保育家與蒼海的王子 瑪納霏
- 冰河世纪2

2007年
- 福音戰士新劇場版：序
- 秒速5公分
- 茉莉人生
- 料理鼠王
- 河童之夏

2008年
- 太空奇兵·威E（皮克斯）
- 崖上的波妞
- 與巴席爾跳華爾滋
- 空中殺手
- 雷霆戰狗
- 功夫熊貓
- 荷頓奇遇記

2009年
- 原子小金剛
- 食破天驚（新力影業）
- 第十四道門
- 冰原歷險記3：恐龍現身（藍天工作室）
- 怪獸大戰外星人（夢工廠）
- 巧克力情緣
- 超級狐狸先生
- 公主與青蛙（迪士尼）
- 天外奇蹟（皮克斯）
- 名偵探柯南 漆黑的追跡者
- 航海王電影版：強者天下
- 火影忍者疾風傳劇場版 火意志的繼承者
- 福音戰士新劇場版：破
- 新·大雄的宇宙開拓史
- 夏日大作戰

## 2010年代
2010年
- 驯龙高手
- 動物總動員
- 借物少女艾莉緹
- 名偵探柯南 天空的遇難船
- 文學少女劇場版
- 五彩繽紛
- 超時空甩尾
- 涼宮春日的消失
- Heartcatch 光之美少女：超級時尚秀在花之都...真的嗎！？
- 魔法少女奈葉 The MOVIE 1st
- Fate/stay night Unlimited Blade Works
- 火影忍者疾風傳劇場版 失落之塔
- 古城荊棘王
- 歡迎來到宇宙劇場
- 10th週年劇場版 遊戲王 ～超融合！跨越時空的羈絆～
- 玩具總動員3
- 猶太女孩在上海
- 蠟筆小新：我的超時空新娘
- 神偷奶爸

2011年
- 名偵探柯南 沉默的15分鐘
- 手塚治虫的佛陀 -美麗的紅色沙漠-
- 追逐繁星的孩子
- 蠟筆小新 風起雲湧！黃金的間諜大作戰！
- 新·大雄與鐵人兵團
- 來自紅花坂
- 劇場版 旋風管家 HEAVEN IS A PLACE ON EARTH
- 鋼之鍊金術師 嘆息之丘的聖星
- 螢火之森
- 功夫熊貓2
- 汽車總動員2
- 丁丁歷險記
- 里約大冒險

2012年
- 大雄與奇蹟之島~動物歷險記~
- 給小桃的信
- 名偵探柯南：第11位前鋒
- 劇場版 魔法少女小圓［前篇］開始的故事
- 劇場版 魔法少女小圓［後篇］永遠的故事
- 福音戰士新劇場版：Q
- 狼的孩子雨和雪
- 尖叫旅社
- 勇敢傳說
- 无敌破坏王
- 冰原歷險記4：板塊漂移
- 蠟筆小新：我和我的宇宙公主
- 伏：鐵炮娘的捕物帳

2013年
- 風起
- 劇場版魔法禁書目錄：恩底彌翁的奇蹟
- 銀魂劇場版  完結篇 永遠的萬事屋
- 劇場版 魔法少女小圓［新篇］叛逆的故事
- 輝夜姬物語
- 冰雪奇缘
- 怪獸大學
- 蠟筆小新：超級美味！B級美食大逃亡！！
- 神偷奶爸2
- 古魯家族

2014年
- 回憶中的瑪妮
- STAND BY ME 哆啦A夢
- 馴龍高手2
- 大英雄天團
- 生命之書
- 怪怪箱
- 樂高玩電影
- 里約大冒險2
- 蠟筆小新：大對決！機器人爸爸的反擊
- 桃蛙源記
- 曼羅奇遇記

2015年
- 小小兵
- 腦筋急轉彎 (電影)
- 尖叫旅社2
- 史努比：花生大電影
- 恐龍當家
- 小王子
- 海綿寶寶：海陸大出擊
- 好家在一起
- 笑笑羊大電影
- 蠟筆小新：我的搬家物語 仙人掌大襲擊
- 好想大聲說出心底的話。

2016年
- 動物方城市
- 魔髮精靈
- 憤怒鳥玩電影
- 海底總動員2：多莉去哪兒？
- 冰原歷險記：笑星撞地球
- 功夫熊貓3
- 海洋奇緣
- 歡樂好聲音
- 寵物當家
- 蠟筆小新：爆睡！夢世界大作戰
- 起源：首爾車站
- 你的名字。

2017年
- 寶貝老闆
- 可可夜總會
- 瑪麗與魔女之花
- 神偷奶爸3
- 煙花
- 梵谷:星夜之謎
- Cars 3：閃電再起
- 聖誕星
- 神奇馬戲團
- 萌牛費迪南
- 雪寶的佳節冒險
- 表情符號電影
- 美女與野獸
- 藍色小精靈:失落的藍藍村
- 內褲隊長
- NO GAME NO LIFE 遊戲人生 ZERO
- 樂高旋風忍者電影
- 刀劍神域劇場版:序列爭戰
- 樂高蝙蝠俠電影
- BLAME!
- 哥斯拉:怪獸行星
- 惡靈古堡:血仇
- 星艦戰將:火星叛將
- 衝浪季節2:波浪狂熱
- 戰火下的小花
- 大腳冒險王
- 黑執事劇場版:豪華客船編
- 黑暗正義聯盟
- 大雄的南極冰天雪地大冒險
- 電影版影子籃球員LAST GAME
- 幸福路上
- 魔法科高中的劣等生:呼喚繁星的少女
- 蠟筆小新：宇宙人Pi力來襲！！
- 宣告黎明的露之歌

2018年
- 鬼靈精
- 尖叫旅社3:怪獸假期
- 道別的早晨就用約定之花點綴吧
- 詩季織織
- 比得兔 (電影)
- 蜘蛛人:新宇宙
- 無敵破壞王2：網路大爆走
- 未來的未來
- 犬之島
- 小腳怪
- 企鵝公路
- 動畫電影版 我想吃掉你的胰臟
- 忍者蝙蝠夾
- 石器小英雄
- 超人特攻隊2
- 愛滿人間
- 胡桃鉗與奇幻四國
- 七大罪劇場版:天空的囚人
- 未來世界
- 大雄的金銀島
- 名偵探柯南：零的執行人
- 哥吉拉:噬星者
- 電影少年悍將GO!
- 七龍珠超:布羅利
- 怪物遊戲2:妖獸讚
- 影
- 機動戰士鋼彈NT
- 蠟筆小新：功夫小子～拉麵大亂鬥～

2019年
- 知道天空有多藍的人啊
- 天氣之子
- HELLO WORLD
- 冰雪奇缘2
- 變身特務
- 劇場版 不起眼女主角培育法 Fine
- 乘浪之約
- 寵物當家2
- 獅子王
- 阿達一族
- 憤怒鳥玩電影2：冰的啦！
- 玩具總動員4
- 馴龍高手3
- 笑笑羊大電影：外星人來了
- 壞壞萌雪怪
- 哪吒之魔童降世
- 樂高玩電影2
- 名偵探柯南：紺青之拳
- 大冒險家
- 奇幻遊樂園
- 醜娃娃大冒險
- 克勞斯：聖誕節的秘密
- 海獸之子
- 航海王:奪寶爭霸戰
- 女王的柯基
- 我失去了身體
- 白蛇:緣起
- 大雄的月球探測記
- 摩比小子大電影
- 生日幻境
- 蠟筆小新：新婚旅行風暴～奪回廣志大作戰～
- 角落小夥伴電影版：魔法繪本裡的新朋友

## 2020年代
2020年
因全球受嚴重特殊傳染性肺炎疫情影響部分電影延期甚至改隔年上映
- 大雄的新恐龍
- 蠟筆小新：激戰！塗鴉王國與差不多四勇者
- 整容液
- 紫羅蘭永恆花園電影版
- 1/2的魔法
- 數碼寶貝 LAST EVOLUTION 絆
- STAND BY ME 哆啦A夢 2
- 狗狗史酷比!
- 鬼滅之刃劇場版：無限列車篇
- 黑暗正義聯盟：天啟星之戰
- 阿特米斯奇幻歷險
- 威洛比家的孩子們
- 海綿寶寶：奔跑吧
- 魔髮精靈唱遊世界
- 極地守護犬
- 音速小子
- 想哭的我戴上了貓的面具
- Made in Abyss：Dawn of the Deep Soul
- 尋找小魔女DoReMi
- 飛奔去月球
- 鳴鳥不飛：烏雲密布
- 剧场版 宝可梦 皮卡丘和可可的冒险(受嚴重特殊傳染性肺炎疫情影響延期至2020年12月25日上映。)
- 古魯家族2(於2020年11月27日上映)
- 劇場版 高校艦隊
- 姜子牙
- 杜立德
- 熊出沒·狂野大陸
- 你在天空彼岸(於2020年11月27日上映)
- 靈魂急轉彎(於2020年12月25日上映)
- 無線之戰
- [[Fate/stay night [Heaven's Feel] III.春櫻之歌]]
- 貝肯熊2：金牌特工
- 哥布林殺手劇場版
- 飛哥與小佛電影版：凱蒂絲對抗宇宙
- La liga de los 5
- PSYCHO-PASS心靈判官3：First Inspector
- Ginger's Tale(於2020年12月3日俄羅斯上映)
- 狼行者(2020年10月30日英國上映)
- 海邊的異邦人
- 喬瑟與虎與魚群動畫版

2021年
- 大雄的宇宙小戰爭2021
- 尋龍使者：拉雅
- 路卡的夏天
- 寶貝老闆：家大業大(延至2021年9月17日上映)
- Ainbo(延期至2021年上映)
- 名偵探柯南：緋色的彈丸(延期至2021年上映)
- 名偵探柯南：緋色的不在場證明
- 歡樂好聲音2(延期至2021年上映)
- 阿達一族2
- 奇幻魔法屋
- 小小兵2：格魯的崛起
- 木偶奇遇記(暫譯)
- 湯姆貓與傑利鼠
- 蠟筆小新：謎案！天下春日部學院的怪奇事件
- 海豚總動員
- 100％小狼人
- 讓我聽見愛的歌聲
- 言語如蘇打般湧現

2022年
- 巴斯光年（暫譯）
- 青春变形计
- 泡泡 (動畫電影)
- Blue Thermal -青凪大學體育會航空部-

## 外部連結
- A Chronology of Animation
- Animation feature films produced and released in Western and Central Europe